# Ante Blažević
Ante Blažević (Split 18. kolovoza 1902. – Trst, 24. kolovoza 1972.) je bio igrač i trener u više klubova.
Za splitski Hajduk igra u sezoni 1936./37. s 12 nastupa i dva zgoditka, jedan BSK-u u Splitu, 7. ožujka 1937. i drugi BASK-u opet u Splitu, 14. ožujka 1937. Na početku sezone 1936/37. i igrač je i trener, a zatim trenersko kormilo prepušta Luki Kaliterni pa nastavlja samo igrati. Ukupno je odigrao za Hajduk 26 utakmica i postigao 8 zgoditaka.
Poznanici su ga nizivali “šjor Toni”, a prema riječima Frane Matošića igrao je lijevu spojku. Ante Toni Blažević preminuo je u Trstu 24. kolovoza 1970. godine, gdje je i sahranjen.
Statistika u Hajduku
| Natjecanje        | Nastupi | Zgoditci |
| ----------------- | ------- | -------- |
| Prvenstvo         | 12      | 2        |
| Kup               | 0       | 0        |
| Superkup          | 0       | 0        |
| Međunarodne       | 0       | 0        |
| Splitski podsavez | 0       | 0        |
| Ukupno            | 12      | 2        |
| Prijateljske      | 14      | 6        |
| Sveukupno         | 26      | 8        |

Prvi službeni nastup u Hajduku ima 11. listopada 1936. protiv zagrebačke Concordije u Splitu koju je Hajduk pogocima F. Matošića (3), Kragića i Alujevića dobio s 5:0
Blažević je dao dva prvenstvena gola i to prvi 7. ožujka 1937. BSK-u su Splitu koju je Hajduk dobio s 4:2. Druga dva gola dali su Lemešić i Purišić, a jedan gol BSK-ovci su dali sami sebi. Drugi gol Blažević je zabio sedam dana kasnije BASK-u, isto u Splitu 14. ožujka a završilo je s 3:1 za Hajduk. Prvi strijelac bio je Alujević, drugi Blažević i treći F. Matošić.